# Blaesoxipha thailandica
Blaesoxipha thailandica är en tvåvingeart som beskrevs av Shinonaga och Tumrasvin 1979. Blaesoxipha thailandica ingår i släktet Blaesoxipha och familjen köttflugor.
Artens utbredningsområde är Thailand. Inga underarter finns listade i Catalogue of Life.